# Mýdelník (hygiena)

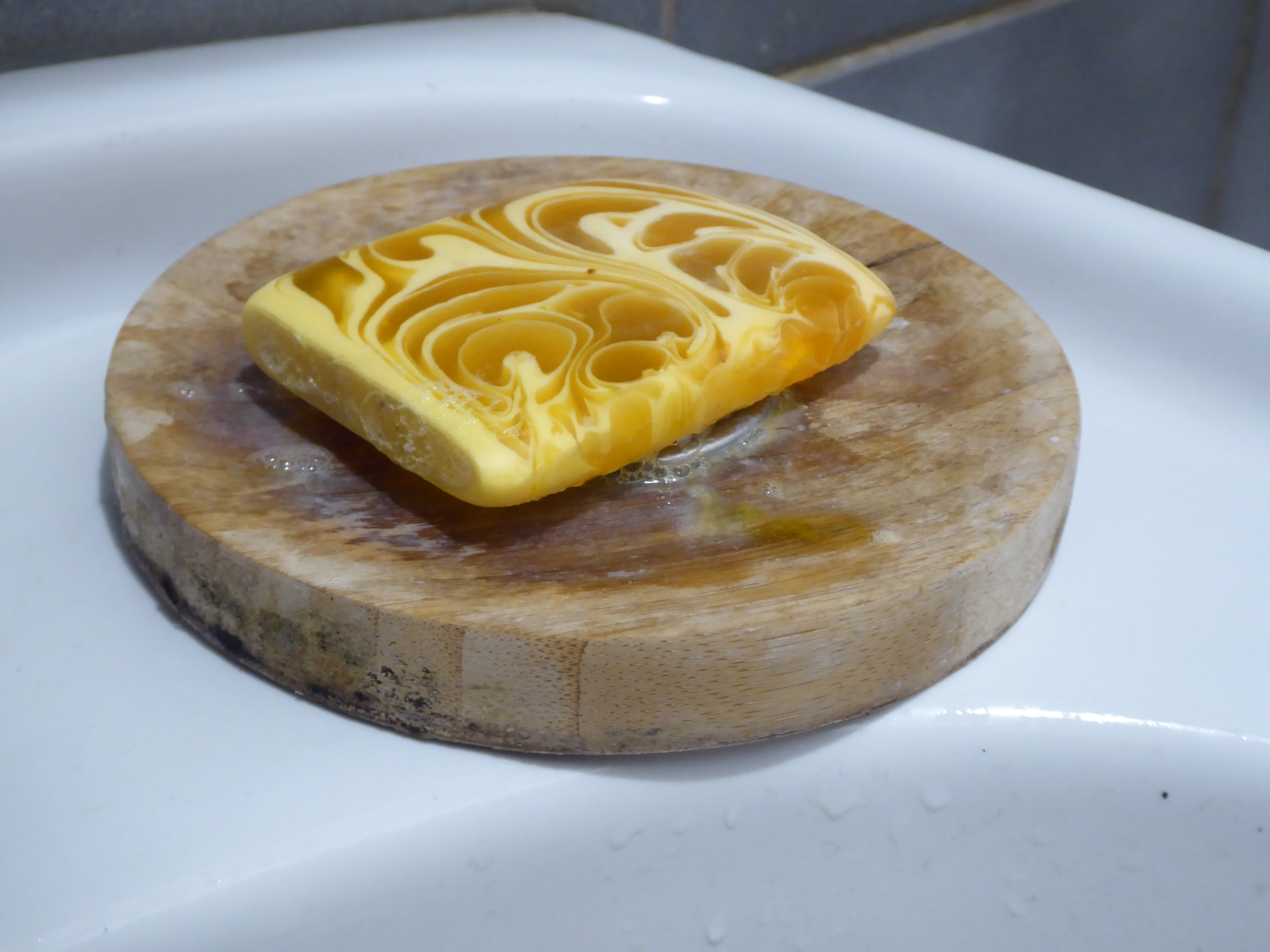
Mýdlenka

Mýdelník je předmět z porcelánu, dřeva, kovu nebo plastu, která se pokládá poblíž zdrojů vody (umyvadla, vany, prameny), nebo se zavěšuje na stěny. Je určena k odkládání mýdla. Většinou bývá perforovaná, tak aby po něm hladké mýdlo neklouzalo a aby přebytečná voda mohla v případě potřeby odtéci. Zároveň však plní i funkci hygienickou, neboť se mýdlo nemůže ušpinit a nedojde k nežádoucímu znečištění ostatních předmětů.